# Parapezus angolensis
Parapezus angolensis là một loài bọ cánh cứng trong họ Cerambycidae.